# Starý židovský hřbitov v Těšíně

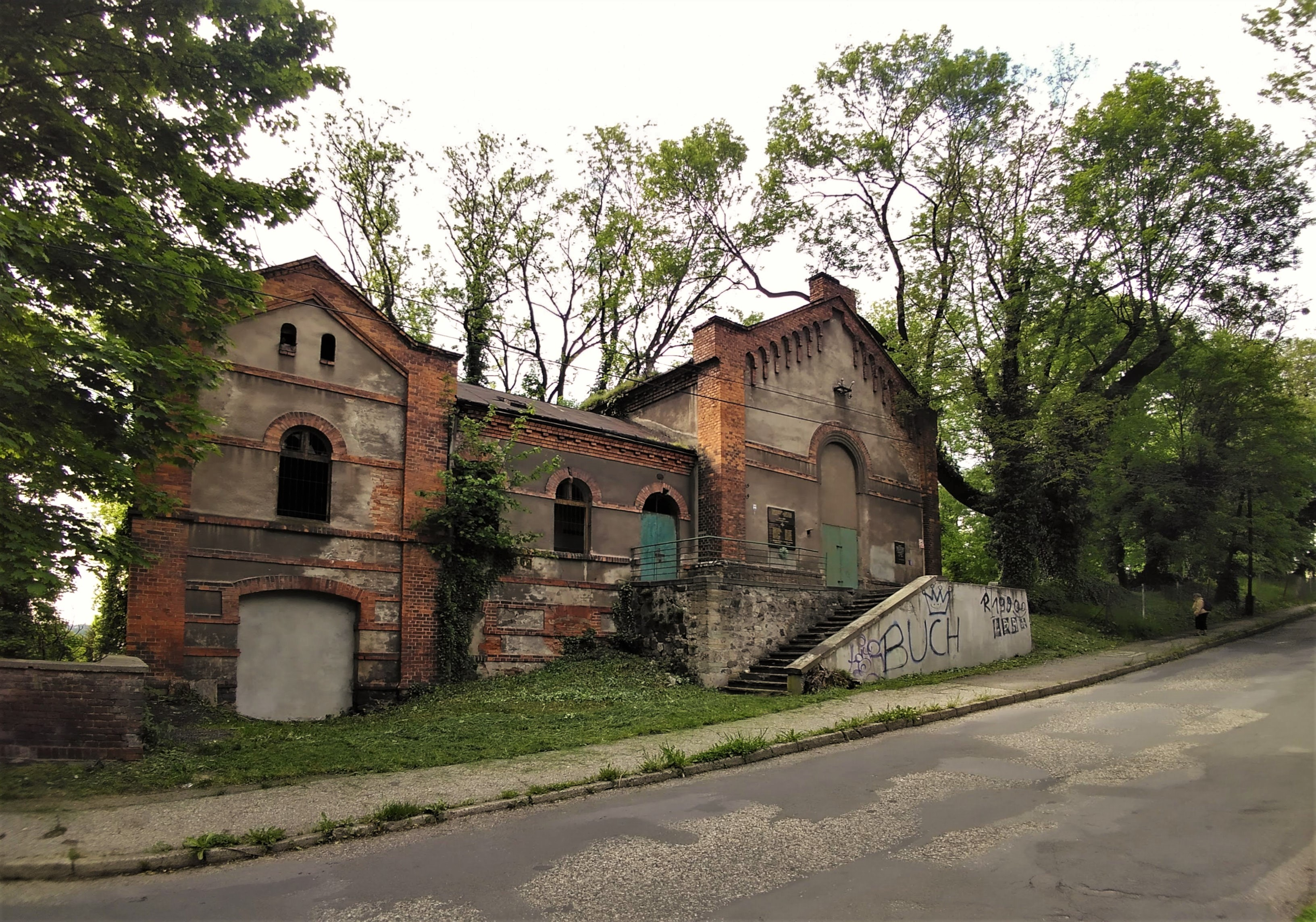
Obřadní síň

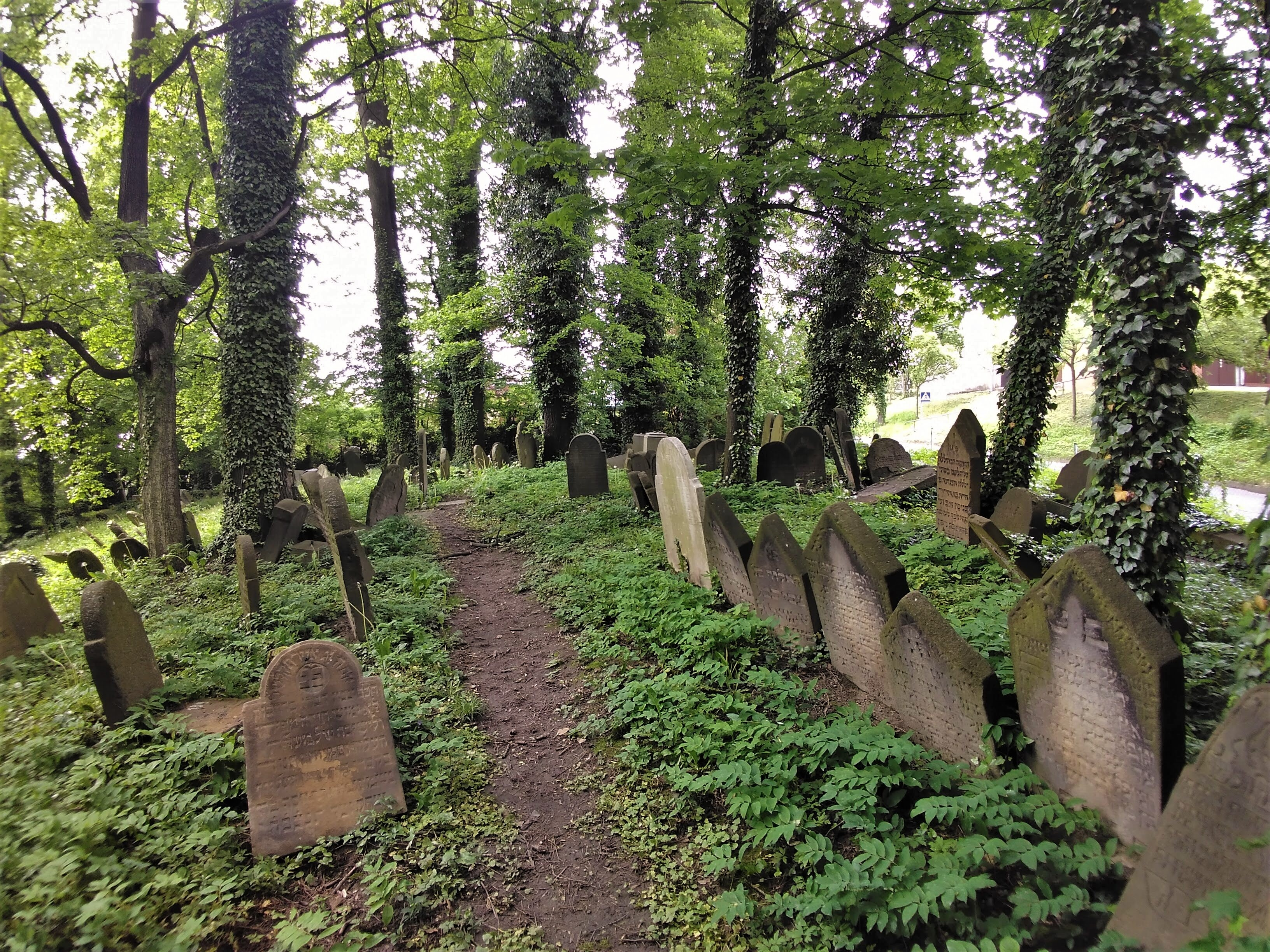
Celkový pohled

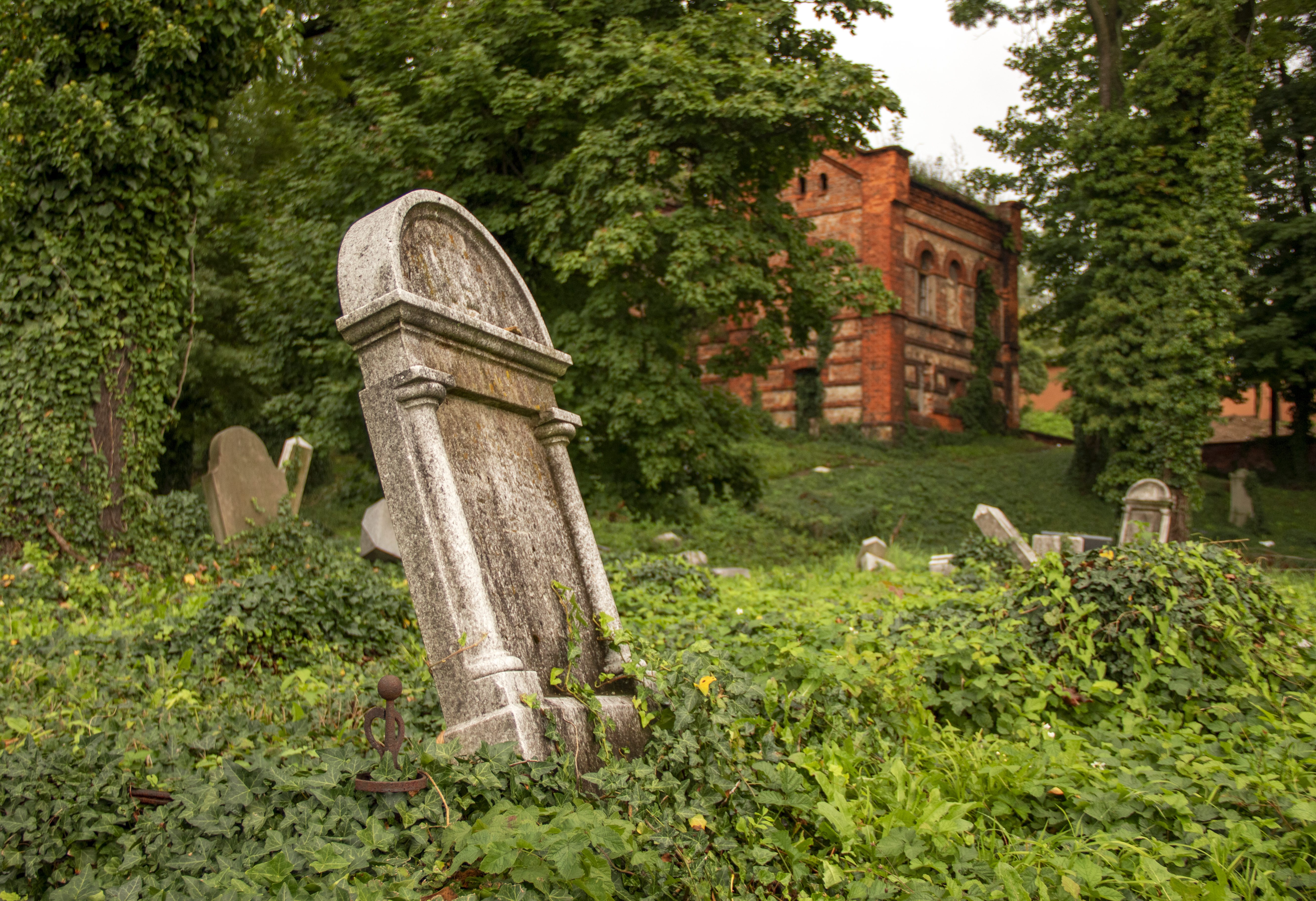
Hroby a obřadní síň

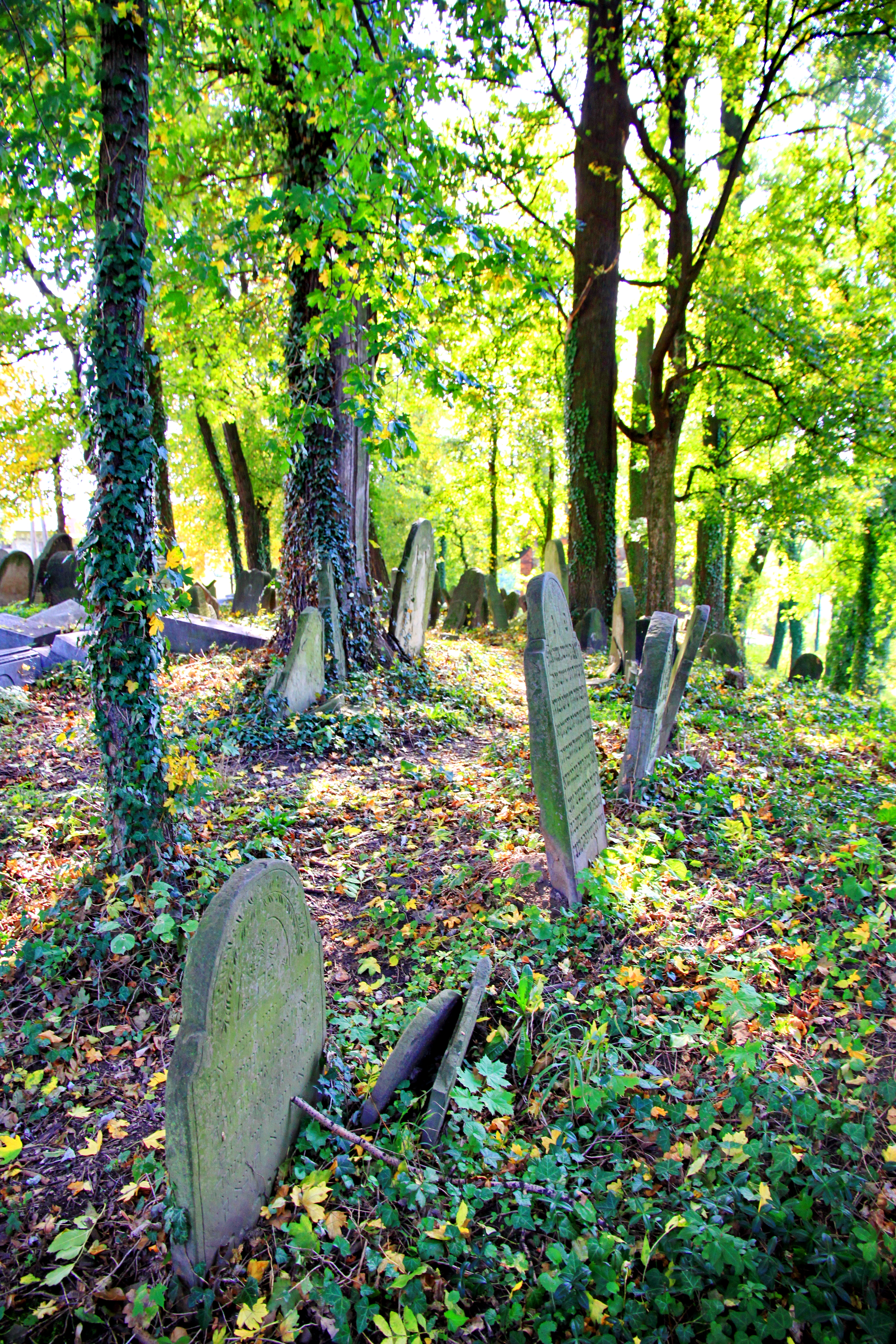
Podzim na hřbitově

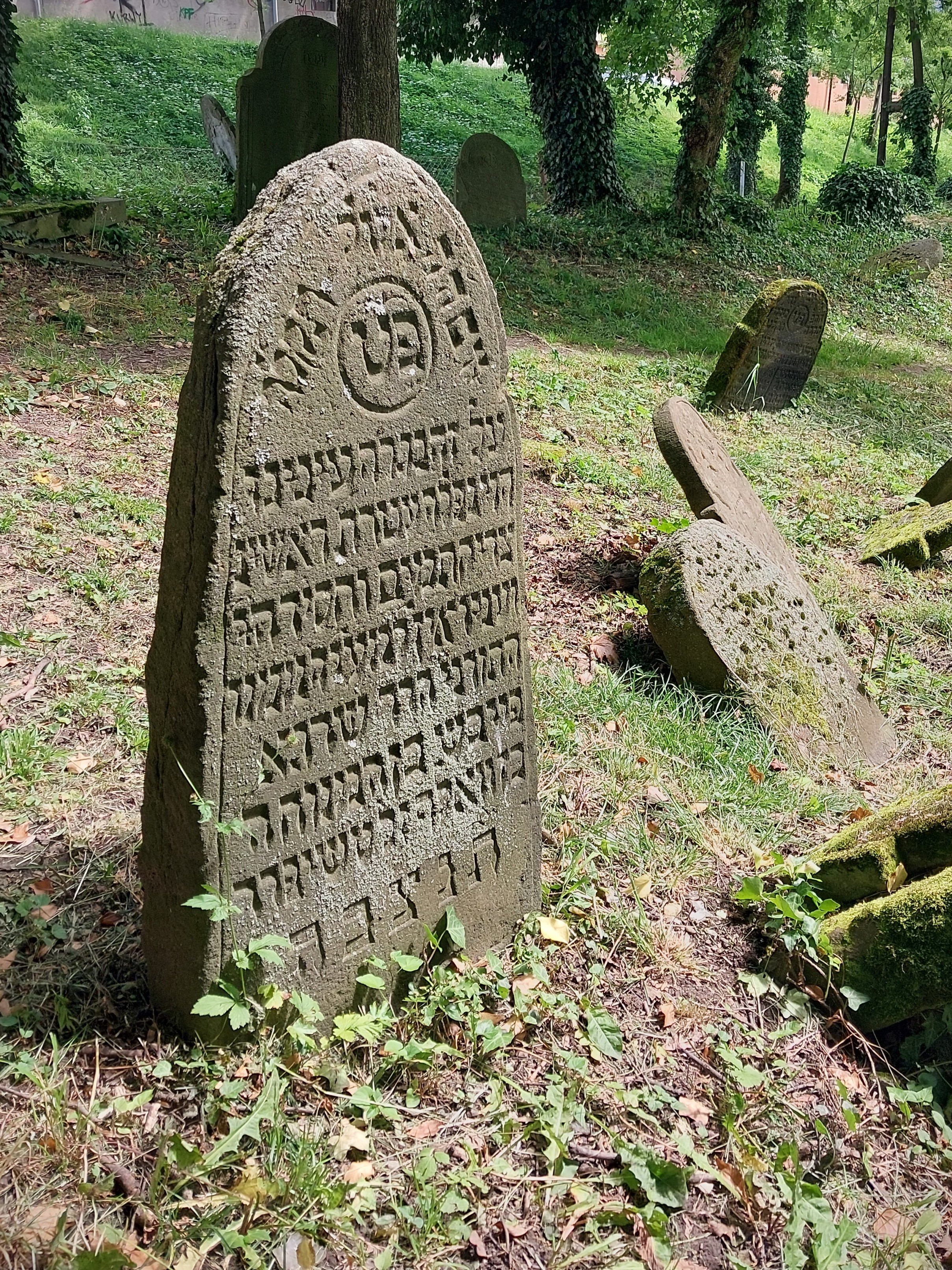
Pohled na jeden z náhrobků

Starý židovský hřbitov v Haźlaské ulici v Těšíně je nejstarším židovským pohřebištěm ve městě. Pozemek pro hřbitov byl zakoupen v roce 1647 rodinou Singerových a do roku 1785 byl soukromým majetkem. V roce 1785 byl prodán židovské obci v Těšíně. Poslední pohřeb se zde uskutečnil roce 1928. Od roku 1986 je hřbitov zařazen do seznamu památek. Patří Židovské náboženské obci v Bílsku-Bělé. Zachovalo se více než 1500 náhrobků. Hřbitov má plochu 1,9 ha a byl ohraničen zdí, která se dochovala jen zčásti.

## Historie

### Soukromý hřbitov rodiny Singerů
Založení hřbitova je svázáno s osobou Jakuba Singera – zakladatele nejstaršího židovského rodu, který se usídlil trvale v Těšíně. Na základě dohody s kněžnou Elizabetou Lukrécií z roku 1631 se stal Singer knížecím výběrčím daní a získal tím řadu privilegií a výhod, např. svobodné vyznávání židovské víry i souhlas se zřízením hřbitova pro zemřelé z rodiny Singerů. V roce 1647 zakoupil od měšťana Jana Krause terén na tzv. Vinohradech, který se stal základem dnešního areálu. Jakub Singer zde byl pohřben jako první, jeho náhrobek se ale do současnosti nedochoval. Po vydání tolerančního ediktu císaře Karla VI. v roce 1713 došlo ve městě k nárůstu počtu židovského obyvatelstva a důsledkem toho i ke zvýšení počtu pohřbů. Kvůli nedostatku pohřebních míst Singerové dokupují v roce 1715 část pozemku s domem od Jana Fabera a v roce 1723 kus pole od Zuzany Berisch. V získané budově byl ubytován zřízenec, který se o hřbitov staral. V době panování Marie Terezie byl hřbitov všeobecně používán pro pohřbívání Židů z Těšína i okolí. Roku 1768 Singerové znovu rozšiřují areál zakoupením části přilehlé zahrady. Zaměstnávali i hrobníka a za pochovávání vybírali vysoké poplatky. Dvacet chudobných Židů však každoročně pohřbívali na vlastní náklady.

### Hřbitov se stává vlastnictví židovské obce
31. března 1785 prodal Moyzes Hirschel Singer areál hřbitova za 900 florenů spolku osmdesáti osmi uznávaných těšínských židovských rodin, od té doby přestalo být pohřebiště soukromým rodinným majetkem a stalo se vlastnictvím židovské obce, zahrnující celé těšínské Slezsko. Hřbitov byl stále zvětšován, v roce 1802 byla připojena parcela Pawla Ploszka a v roce 1836 území vytěženého kamenolomu. Od té doby až dodnes se rozloha hřbitova nezměnila.. Roku 1820 byl u hřbitova založen špitál pro chudobné Židy a v roce 1830 bylo území pohřebiště ohraničeno cihlovou zdí. Ve druhé polovině 19. stol. byl postaven až do dnešní doby existující obřadní pohřební dům s bytem pro hlídače, stájí pro koně a pohřební kočár. Budova byla darem Emanuela A. Ziffera – těšínského rodáka, železničního podnikatele v Rakousku a byla věnována památce jeho rodičů, o čemž informuje pamětní deska. Roku 1890, vzhledem k nedostatku místa, byl ke hřbitovu připojen i terén starého obřadního domu a původního domku strážce. Hřbitov dosáhl plochy 0,817 ha s 1977 pohřebními místy. Bylo ale již ustanoveno, že v blízkosti starého hřbitova vznikne nový, ten byl dán do užívání v roce 1907. Po vzniku nového hřbitova se na starém pohřebišti konaly pohřby již jen velmi zřídka, posledním pohřbeným byl dr. Walter Schramek, který zemřel roku 1928. Starý židovský hřbitov v Těšíně sloužil svému účelu skoro 250 let. Od 19. stol. se o hřbitov starali členové pohřebního bratrstva "Chewra Kadisza". V 80. a 90. letech 19. století byl správcem Leopold Wolf a později, až do začátku I. světové války, dlouholetý představený bratrstva Moritz Presser.

### Období II. světové války
Na počátku září 1939 byl hřbitov německou okupační správou uzavřen a v roce 1941 byl zkonfiskován pro potřeby říše. V březnu 1943 bylo vydáno nařízení o přeměně těšínských hřbitovů na parky, když po "přesídlení" místních Židů nebudou už potřebné. Do konce války se ale v této věci nic neuskutečnilo a tak hřbitov přetrval v dobrém stavu. V květnu 1945 na tomto místě gestapo popravilo 81 zajatců, z toho 18 československých skautů. Tuto událost připomíná pamětní deska se seznamem zavražděných. Po válce byly jejich ostatky exhumovány a přeneseny do společné mohyly na Obecním hřbitově.

### Po válce
Po válce se o hřbitov starala Kongregace Mojžíšovy víry v Těšíně a od roku 1966 Kongregace v Bílsku-Bělé. Nastala rychlá devastace hřbitova – byly odcizovány mimo jiné staré macevy ke stavebním účelům a stav pískovcových náhrobků zhoršovalo i velké zasolení půdy. Obřadní dům byl v letech 1972 – 1973 opraven a byl využíván jako skladiště. V roce 1986 byl hřbitov zapsán do seznamu památek. Po roce 1989 se začala o údržbu a nezbytné opravy na území hřbitova starat Židovská obec v Bílsku-Bělé. V té době byla rozebrána rozpadající se cihlová zeď, obklopující hřbitov.

## Funerální umění
Do současné doby se zachovalo 1576 náhrobků a nejstarší z nich pochází z roku 1686. Na nejstarších hrobech jsou malé i velké stély z pískovce ukončené trojúhelníkem nebo zkoseným obloukem. Vyryté nápisy tvoří většinou velká ozdobná písmena. Na náhrobcích z 2. pol. 18. stol. se začínají objevovat ornamentální prvky, jako rozety a rostlinné úponky. Kolem roku 1750 se objevují náhrobní desky s plným obloukem a v 60. letech jsou zdobeny ornamenty a symbolickými prvky (heraldičtí lvi, jeleni, ryby – spojující se se jménem zemřelého, strom života, levitský džbán – symbol chrámové služby, koruna – s vazbou na tři koruny talmudu věnčící lidské dílo ). Nápisy na macevách jsou většinou krátké a prosté, jsou na nich kromě jména zemřelého, dožitého věku a data úmrtí, krátké chvály týkající se spravedlnosti, bohabojnosti, nebo dobročinnosti a péče o chudobné. Zřídka se objevují delší texty, např. na stéle Izáka, syna Ashera z Wodzislawi .
V pátek v druhý den svátku Pascha 551 přišel Izák do doliny na poli, upadl a utopil se ve vodě a v slzách našich očí' 

Náhrobky vzniklé od poloviny 19. stol. ztratily vzhled tradičních macev, což poukazovalo na asimilaci Židů. Objevují se prvky neoklasického stylu (květy akantu, jonské nebo dorské polosloupy ) a od poloviny 50. let obelisky – typická forma náhrobků asimilovaných židovských komunit.
Obelisky jsou bez jakýchkoliv známek náboženské identifikace, časem nejsou psány ani hebrejsky, epitafy jsou vyryty v latince, nejčastěji v němčině. Nejsou už tvořeny z pískovce, ale ze žuly nebo z vápence. Na hřbitově se nalézají také dva náhrobky z litiny (Ignáce Loebensteina i Estery Altman) z 2. pol. 19. stol. Pravděpodobně se v Těšíně nacházely také dřevěné náhrobky, užívané u chudobných pohřbů, ale do naší doby se žádný nedochoval.